# Oxalis oregana
Oxalis oregana (Engels: redwood sorrel, Oregon oxalis, Nederlands: Oregonklaver) is een lid van de klaverzuringfamilie. Deze plantensoort komt van nature voor in de gematigde regenwouden langs de kust van Noordwest-Amerika van Californië tot en met Brits Columbia, waar de plant een veel voorkomende ondergroei- of bosbodemplant is samen met diverse varensoorten in de natte redwood- en douglassparbossen.

## Omschrijving
De plant lijkt heel veel op de gewone klaver, maar is in alle opzichten een stuk groter uitgevoerd. De bloemen zijn roze tot helder wit. De plant kan met weinig zonlicht toe, de natuurlijke situatie in de redwood bossen. Naast zaadjes verspreid de plant zich uitbundig door talrijke worteluitlopers met nieuwe groeipunten te vormen. Binnen een paar jaar kan zo een groot oppervlak bosbodem begroeid raken met Oxalis oregana. 
Door import van zaden en potplanten uit Noord-Amerika is Oxalis oregana ook in Nederland terechtgekomen en plaatselijk in de vrije natuur verwilderd. In Nederlandse omstandigheden groeit de plant uitstekend en in sommige plantenkwekerijen wordt de plant als een hinderlijk onkruid beschouwt.
... · 
O. acetosella (Witte klaverzuring) · 
O. corniculata (Gehoornde klaverzuring) · 
O. oregana · 
O. dillenii (Knobbelklaverzuring) · 
O. pes-caprae (Knikkende klaverzuring) · 
O. stricta (Stijve klaverzuring) · 
O. tuberosa (Oca) ·  
...